# Leeds
Leeds là thành phố lớn của West Yorkshire, Anh. Thành phố nằm bên Sông Aire và là trung tâm lõi của Vùng đô thị Leeds. Theo thống kê dân số của Vương quốc Liên hiệp Anh và Bắc Ireland năm 2001, Nội thành Leeds có 443.247 dân trong khi Vùng đô thị Leeds có 787.700 dân,, là thành phố lớn thứ 30 trong Liên minh châu Âu. Leeds là trung tâm văn hóa, tài chính và thương mại của khu vực đô thị West Yorkshire, với dân số năm 2001 là 1,5 triệu người, và khu vực thành phố Leeds, một khu vực kinh tế với Leeds là lõi, có dân số 2,9 triệu dân. Leeds là trung tâm lớn thứ nhì về kinh doanh, dịch vụ tài chính tại Vương quốc Anh sau thủ đô London, và thị trường văn phòng tốt nhất châu Âu về giá trị. 
Leeds toạ lạc giữa một vùng nông nghiệp nằm về phía Bắc và phía Đông và vùng công nghiệp chế tạo ở phía Nam và phía Tây của thành phố. Thành phố Leeds là trung tâm công nghiệp và thương mại của khu vực này. Nhờ có hệ thống đường sắt, đường bộ và các hệ thống kênh đào hoàn hảo đã khiến cho thành phố là một điểm phân phối quan trọng. Thành phố Leeds cũng là một trung tâm sản xuất và bán sỹ hàng quần áo lớn. Các sản phẩm chế tạo của Leeds gồm có: thiết bị điện tử, các sản phẩm giấy, các mặt hàng kim loại.
Thành phố có một nhà hát, gallery nghệ thuật thành phố (1888) và bảo tàng thành phố (1820). Các địa điểm lịch sử có: Tudor-Stuart Temple Newsom House, ngày nay là một viện bảo tàng, phế tích của Kirkstall Abbey thế kỷ 12. Leeds có các đại học: Đại học Leeds (1904), Đại học Leeds Metropolitan (1992, trước đây là một trường cao đẳng bách khoa), và một trường trung học (grammar school) (1552).

## Lịch sử
Trong thời kỳ Trung Cổ, Leeds là một phố thị nông nghiệp. Thành phố nhận hiến chương đầu tiên năm 1207. Trong thế kỷ 14, ngành sản xuất len lông cừu đã được du nhập vào đây bởi những người nhập cư Fleming. Sự phát triển công nghiệp của thành phố đã được tăng tốc nhờ sự khai thông Kênh đào Leeds và Liverpool năm 1816 và tiếp sau đó là tuyến đường sắt đầu tiên nối đến đây vào năm 1848.

## Thành phố kết nghĩa
- Brno, Cộng hòa Séc
- Colombo, Sri Lanka
- Dortmund, Đức
- Durban, Nam Phi
- Hàng Châu, Trung Quốc
- Lille, Pháp
- Louisville, Hoa Kỳ
- Siegen, Đức